# Parc Nacional de Naracoorte
Les Coves de Naracoorte és un parc nacional australià situat prop de la ciutat de Naracoorte, a la costa de calcària; una regió turística al sud-est de l'estat d'Austràlia Meridional.

## Patrimoni de la Humanitat
El lloc va ser inscrit com a Patrimoni de la Humanitat per la UNESCO l'any 1994, pels seus extensos registres de fòssils. Conserva 6 km² de vegetació, amb 26 coves contingudes dins dels 3,05 km² declarats per la UNESCO.
Situats al nord i el sud de l'Austràlia Meridional, els llocs de Riversleigh i  Naracoorte formen part dels deu dipòsits fossilífers més importants del món i il·lustren perfectament les etapes més importants de l'evolució de la fauna autòctona, única en el seu gènere.

## Descripció
La calcària de la zona es va formar mitjançant coralls i criatures marítimes de 200 milions d'anys fins fa 20 milions d'anys quan la terra estava sota el nivell de mar. Les aigües subterrànies des de llavors han dissolt i han erosionat la calcària, creant les coves. Les grutes compten amb avencs, paranys per a les criatures imprudents. Això ha estat la font de la notable col·lecció de fòssils. Els mamífers i altres criatures terrestres han caigut en les coves obertes i han estat incapaces d'escapar-se. Els registres fòssils s'han conservat en estrats, formats per la superfície del sòl erosionada i rentada, dipositats sobre ells. En alguns llocs, els dipòsits de fòssils arriben a 20 metres d'espessor. Algunes d'aquestes àrees estan sent conservades per a la futura recerca, quan existeixin millors mètodes de datació i reconstrucció de registres fòssils. Aquests avencs de fòssils són sobretot significatives per a l'estudi de la megafauna australiana.

## Coves
Les coves contingudes dins del parc nacional són:
- Cova Alexandra.
- Cova Appledore.
- Cova Bat (de la Ratapinyada).
- Cova Blackberry (de la Zarzamora).
- Cova Cathedral (de la Catedral).
- Cova Fox (de la Guineu).
- Cova Stick/Tomato (del Pal/ del Tomàquet).
- Cova Victoria Fossil (dels Fòssils de Victoria).
- Cova Wombat.

## Turisme
És una destinació de visites per si mateix, amb una zona d'acampada i un parc de caravanes, apartaments per a grups, zona de menjars i una cafeteria autoritzada. La gamma d'activitats per als visitant és extensa. Les visites a les coves són dirigides per guies professionals, les coves està il·luminades per ressaltar els dipòsits fòssils. La tecnologia moderna ha estat utilitzada per mostrar als visitants l'interior, normalment, inaccessible de la Cova de la Ratapinyada, on milers de ratapinyades es reprodueixen cada any. Altres oportunitats inclouen l'espeleologia d'aventura, una selecció de viatges d'especialitat i esdeveniments especials.

## Galeria d'imatges

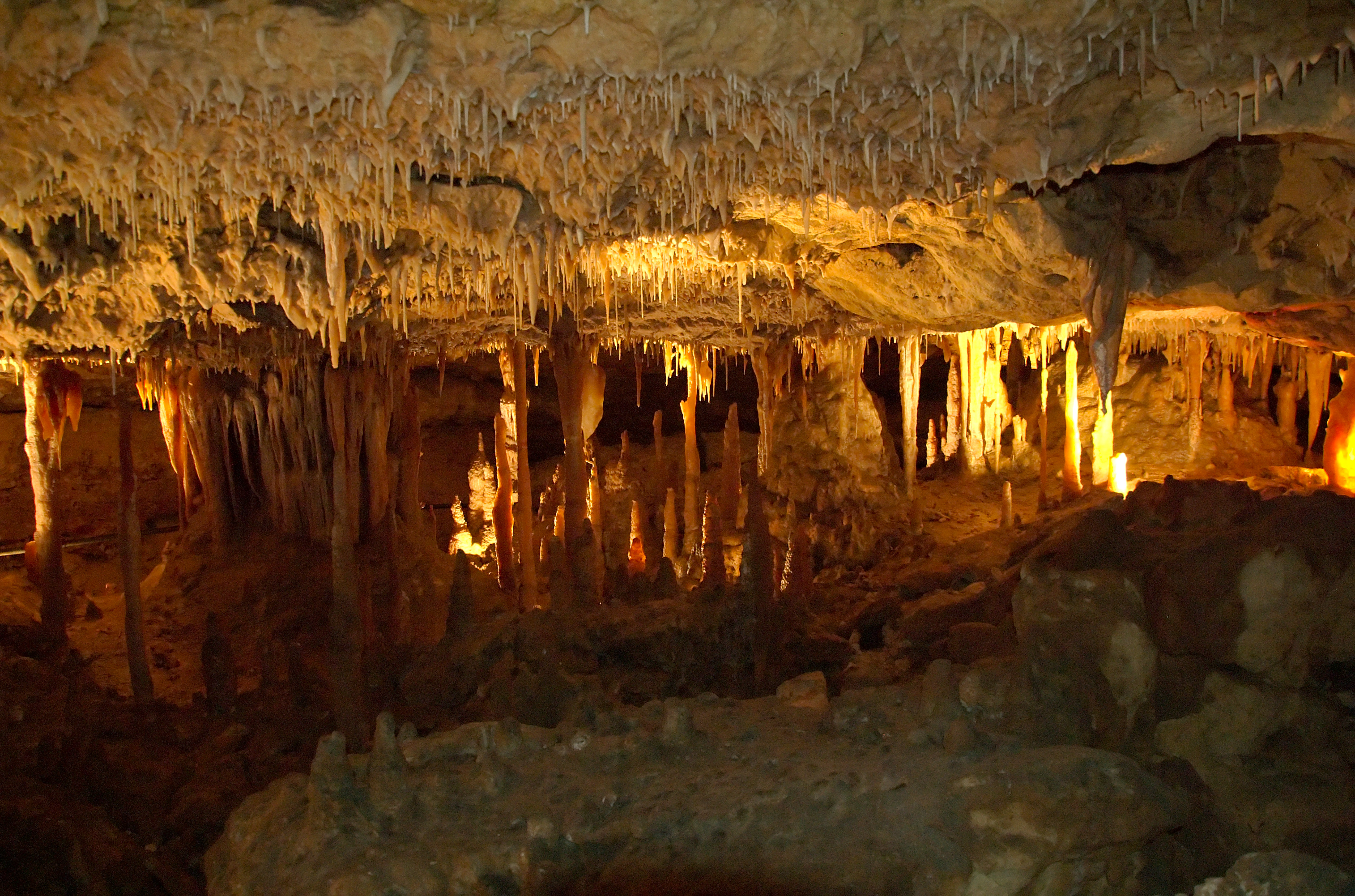
Interior de les coves
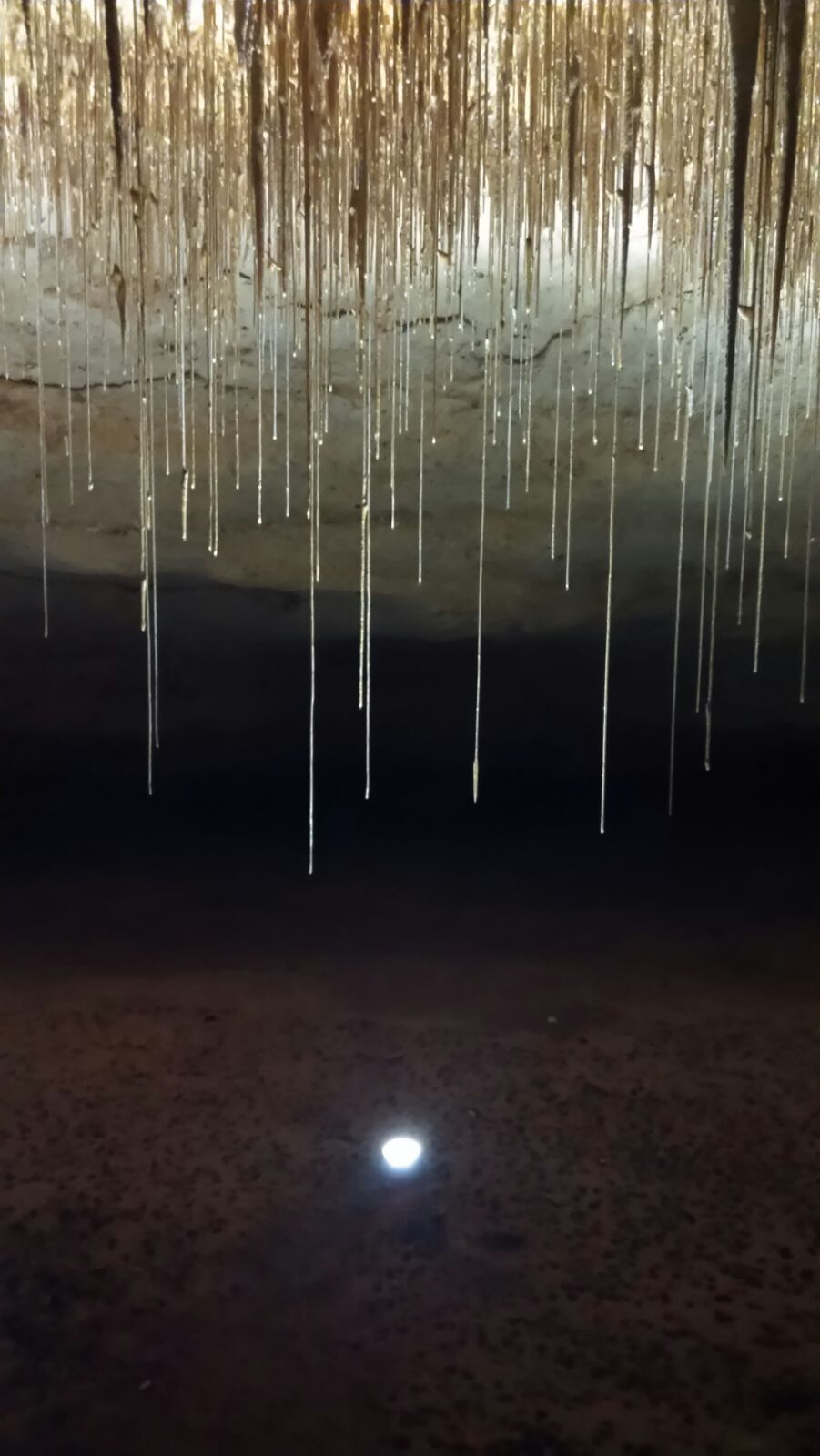
Interior de la cova Alexandra
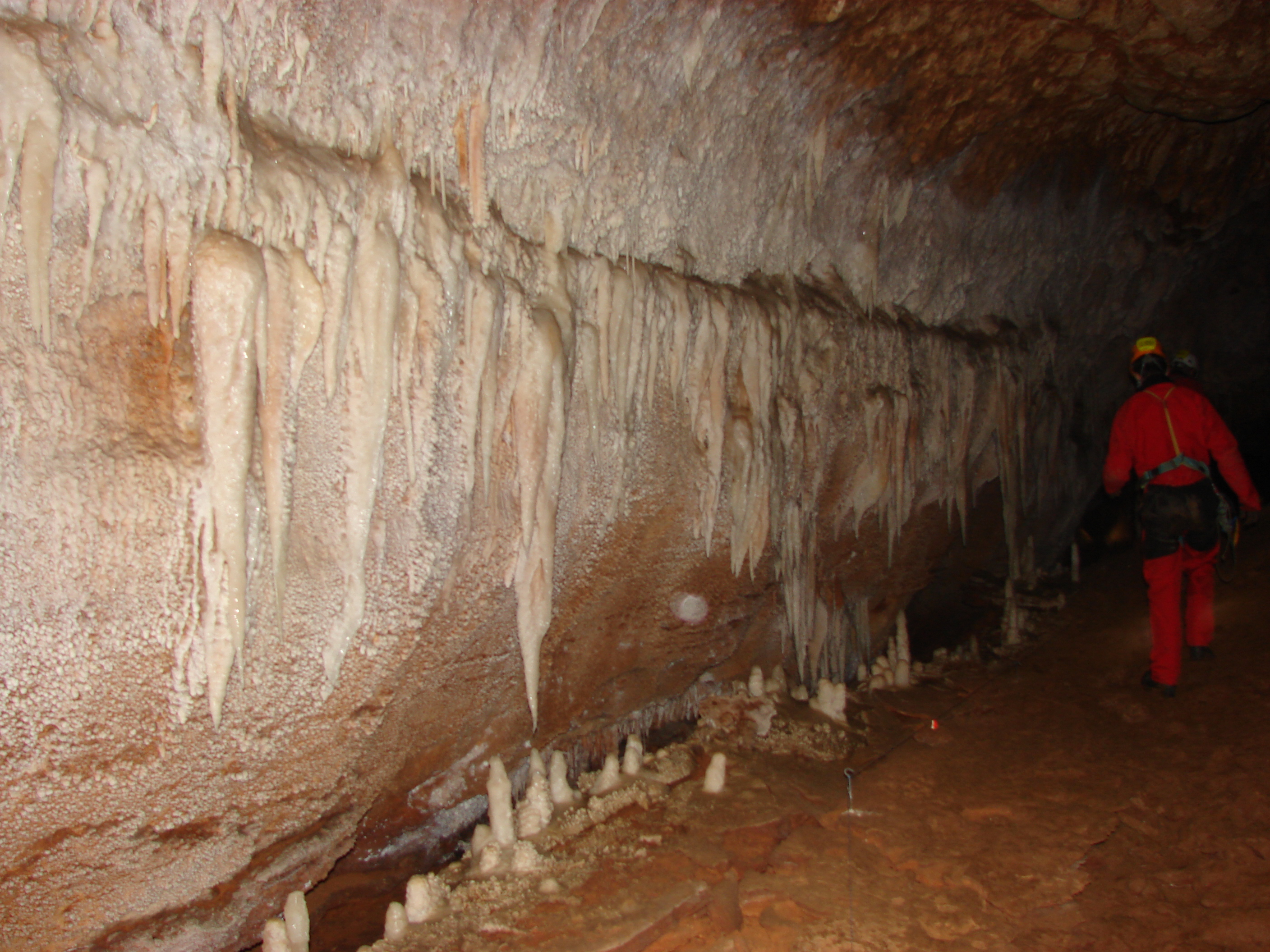
Galeria blanca
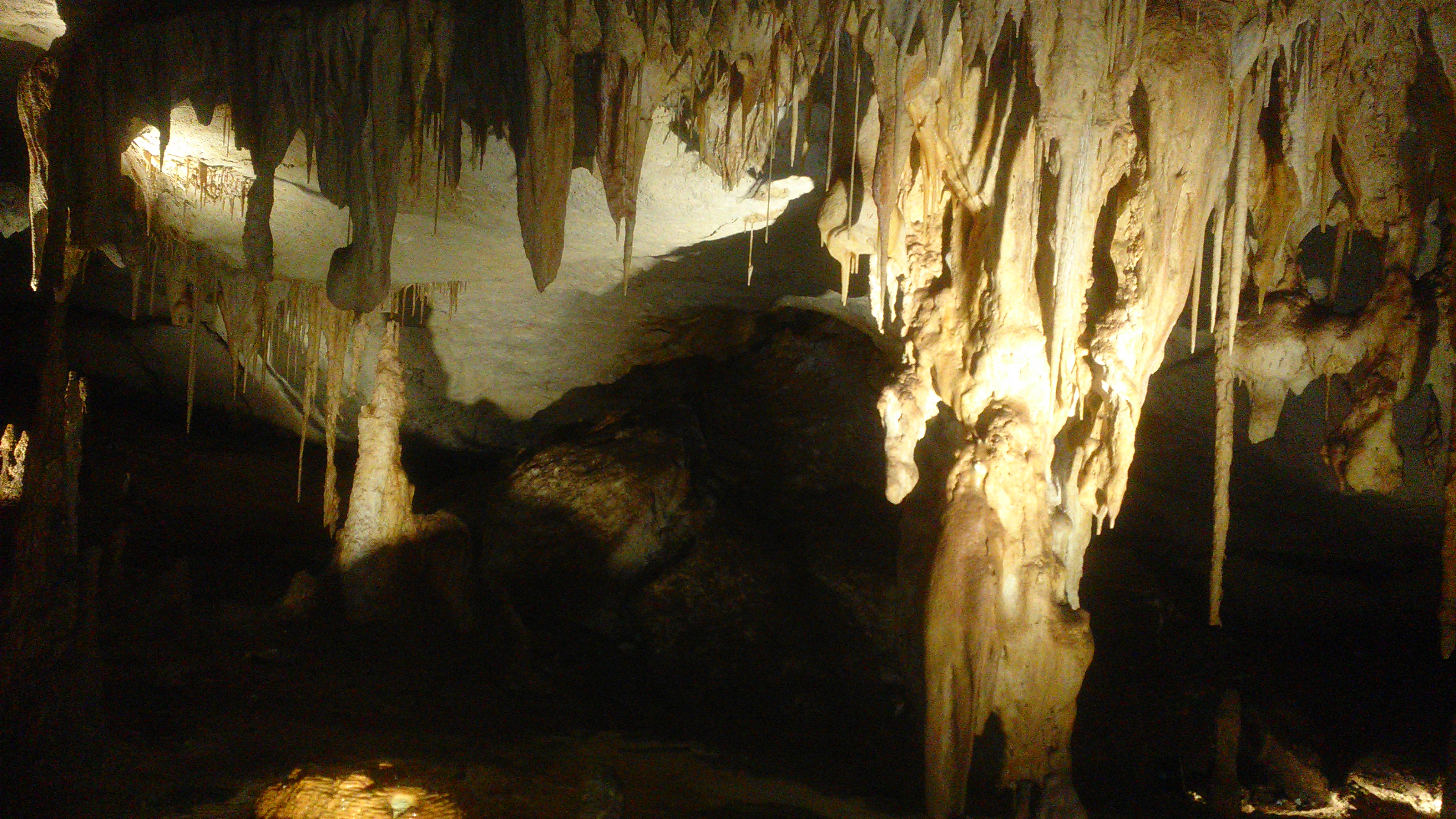
Estalactites a la cova Alexandra